# Bahnstrecke Ahaus–Enschede Zuid
| |                           |                          |                          |
| Streckennummer: | 9204                      |                          |                          |
| Kursbuchstrecke: | 224f (1946) zuletzt 224 h |                          |                          |
| Streckenlänge: | 20,68 km                  |                          |                          |
| Spurweite: | 1435 mm (Normalspur)      |                          |                          |
| |                           |                          |                          |
| \| \| \| Bahnstrecke von Coesfeld \| \| \| \| 0,0 \| Ahaus \| Ahaus \| \| \| \| nach Gronau \| \| \| \| 3,4 \| Wessum \| Wessum \| \| \| 6,0 \| Averesch seit 1914 \| Averesch seit 1914 \| \| \| \| Alstätter Aa \| \| \| \| 9,2 \| Alstätte \| Alstätte \| \| \| 11,0 \| Streckenende bis 2007 \| Streckenende bis 2007 \| \| \| 13,4 \| Grenze D / NL \| Grenze D / NL \| \| \| 13,5 \| Broekheurne \| Broekheurne \| \| \| 15,7 \| Esmark 1904–1922 \| Esmark 1904–1922 \| \| \| 18,5 \| Enschede Zuid \| Enschede Zuid \| \| \| 20,7 \| von Enschede Noord \| von Enschede Noord \| \| \| \| nach Boekelo \| \| |                           |                          |                          |
| Strecke |                           | Bahnstrecke von Coesfeld | Bahnstrecke von Coesfeld |
| Bahnhof | 0,0                       | Ahaus                    | Ahaus                    |
| Abzweig ehemals geradeaus und nach rechts |                           | nach Gronau              | nach Gronau              |
| Dienststation / Betriebs- oder Güterbahnhof (Strecke außer Betrieb) | 3,4                       | Wessum                   | Wessum                   |
| Haltepunkt / Haltestelle (Strecke außer Betrieb) | 6,0                       | Averesch seit 1914       | Averesch seit 1914       |
| Brücke über Wasserlauf (Strecke außer Betrieb) |                           | Alstätter Aa             | Alstätter Aa             |
| Dienststation / Betriebs- oder Güterbahnhof (Strecke außer Betrieb) | 9,2                       | Alstätte                 | Alstätte                 |
| Kilometer-Wechsel (Strecke außer Betrieb) | 11,0                      | Streckenende bis 2007    | Streckenende bis 2007    |
| Grenze (Strecke außer Betrieb) | 13,4                      | Grenze D / NL            | Grenze D / NL            |
| Bahnhof (Strecke außer Betrieb) | 13,5                      | Broekheurne              | Broekheurne              |
| Haltepunkt / Haltestelle (Strecke außer Betrieb) | 15,7                      | Esmark 1904–1922         | Esmark 1904–1922         |
| Bahnhof (Strecke außer Betrieb) | 18,5                      | Enschede Zuid            | Enschede Zuid            |
| Abzweig geradeaus und von rechts (Strecke außer Betrieb) | 20,7                      | von Enschede Noord       | von Enschede Noord       |
| Strecke (außer Betrieb) |                           | nach Boekelo             | nach Boekelo             |

Die Bahnstrecke Ahaus–Enschede Zuid war eine Eisenbahnstrecke im nordwestlichen Münsterland, die grenzüberschreitend Deutschland und die Niederlande miteinander verband.
Sie wurde von der Ahaus-Enscheder Eisenbahn AG und deren Nachfolgegesellschaften bis 2007 betrieben.

## Vorgeschichte
Seit 1903 fuhren planmäßig Züge auf der Ahaus-Enscheder Eisenbahn von Ahaus über Alstätte nach Enschede. Das Grenzland westlich von Borken, Ahaus und Gronau galt allgemein als strukturschwach. Lediglich die schon früh von der Eisenbahn erschlossenen Orte Ahaus, Epe und Gronau sowie das auf niederländischer Seite gelegene Enschede konnten damals eine namhafte Textilindustrie aufweisen.
Hier lag auch das eigentliche Verkehrsbedürfnis für die Bahn begründet: Die Webstühle und Spinnmaschinen wurden über Transmissionen von Dampfmaschinen angetrieben. Die Dampfkessel wurden mit Kohle befeuert, die über lange Strecken auf Fuhrwerken herangeschafft werden musste. Ab 1875 kam die Kohle aus dem Ruhrgebiet mit der Bahn über Gronau nach Enschede. Die Kohle wurde von den Zechen frei Grenze geliefert. So musste nur die Fracht von der Grenze bis zur Fabrik in Enschede gezahlt werden. Um den Weg zwischen Grenze und den Fabriken in Enschede noch kürzer zu gestalten, schlossen sich die ortsansässigen Textilbarone zusammen und trieben den Bau einer Bahn von Ahaus nach Enschede voran. Ziel war es, auf eigener Strecke von den Zechen die Transportkosten bis zur Grenze zu erheben. So fuhr man hinter der Grenze auf eigener Strecke praktisch kostenlos.
Nach außen hin gab man vor, der Landbevölkerung die langersehnte Verbindung mit der „großen, weiten Welt“ zu verschaffen. Ganz falsch war das sicher nicht, aber in der Hauptsache sollte Kohle transportiert werden. Für den preußischen Teil der Strecke bestanden keine Schwierigkeiten. 1890 wurde eine vorläufige Konzession erteilt. Das Kleinbahngesetz von 1892 regelte den Bau und Betrieb von privaten Nebenbahnen. Da alle Voraussetzungen für eine Konzessionserteilung bald erfüllt waren, hätte es eigentlich keine Verzögerungen geben dürfen. Doch diese Kleinbahn war keine normale Eisenbahn, da sie über die Staatsgrenze hinweg in die Niederlande führte. Eine internationale Kleinbahn also, und das gab es in Preußen nicht oft. So musste erst in Den Haag vorgesprochen werden, um für die Bahn zu werben. Anschließend wurde mit der niederländischen Regierung ein Staatsvertrag ausgehandelt. In Den Haag stand man dem Bahnprojekt wohlwollend gegenüber, und am 27. Juni 1899 wurde der Staatsvertrag zwischen den Niederlanden und dem deutschen Reich abgeschlossen, am 2. August dann die endgültige Konzession für den preußischen Teil erteilt.

## Ahaus-Enscheder Eisenbahn AG

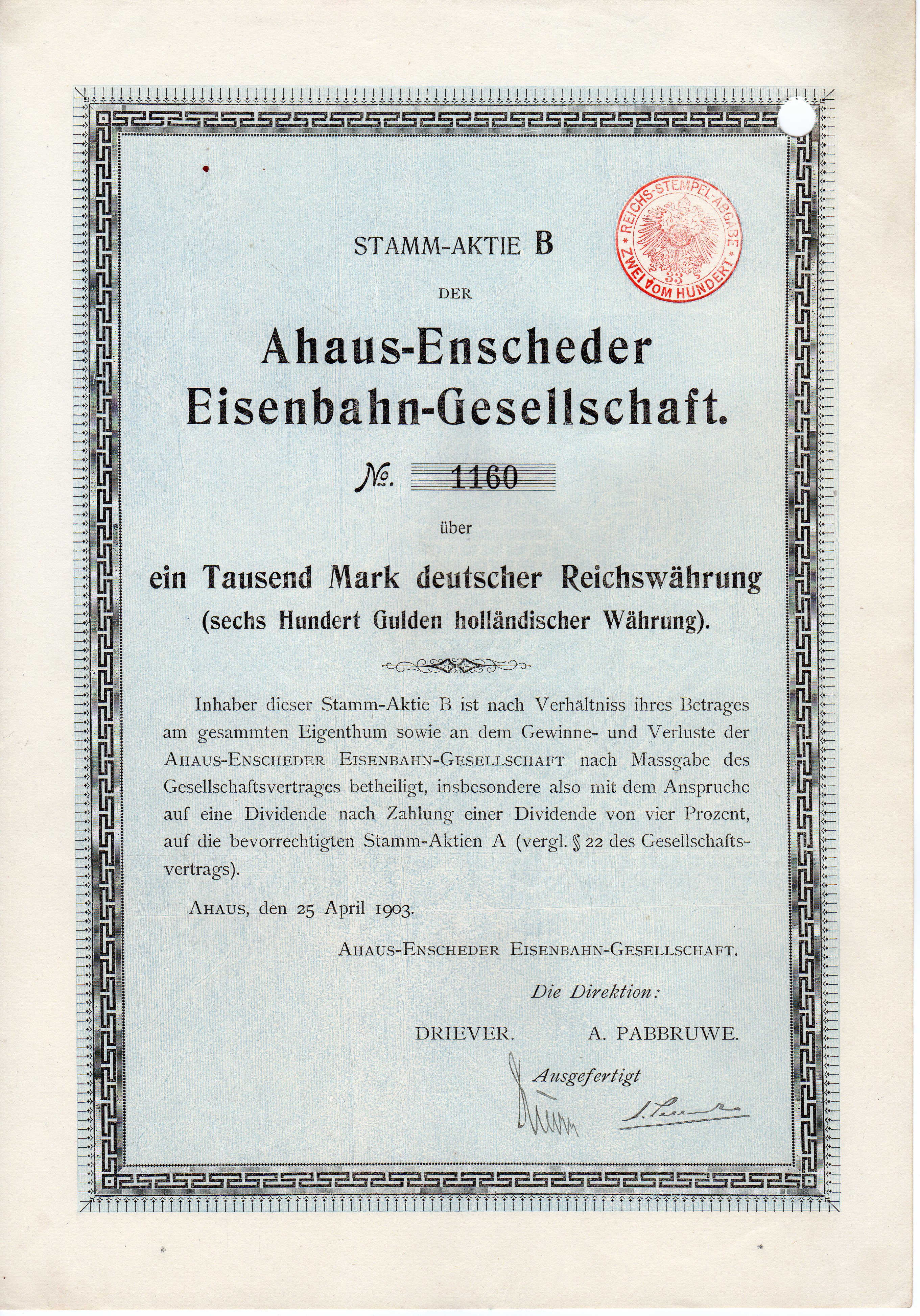
Aktie der Ahaus-Enscheder Eisenbahn-Gesellschaft über 1000 Mark vom 25. April 1903

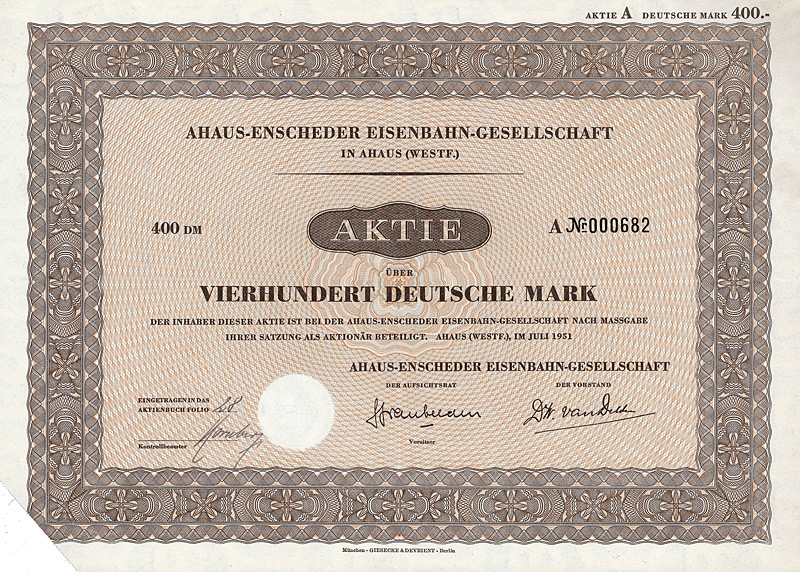
Aktie der Ahaus-Enscheder Eisenbahn-Gesellschaft über 400 DM vom Juli 1951

Wie es die Konzession vorschrieb, gründeten die Initiatoren der Bahn eine Aktiengesellschaft, die als Ahaus-Enscheder Eisenbahn AG firmierte. Nun war eine weitere Schwierigkeit zu überwinden. Die neue Eisenbahngesellschaft wollte keinen eigenen Fahrzeugpark mit der zugehörigen Infrastruktur beschaffen, denn der Bahnbau war trotz der günstigen Geländeverhältnisse kostspielig genug. Deshalb suchte sie nach einer geeigneten Betriebsführerin für die Bahn.
Zunächst sollte die Dortmund-Gronau-Enscheder Eisenbahn-Gesellschaft (DGEE) die Betriebsführung übernehmen. Diese preußische Privatbahn, die seit 1875 von Dortmund über Coesfeld und Ahaus nach Gronau führte und von dort mit der Münster-Enscheder Eisenbahngesellschaft gemeinsam die Teilstrecke nach Enschede betrieb (Bahnstrecke Dortmund–Gronau), verschleppte aus Angst vor der Konkurrenz die Verhandlungen. Schließlich wandte man sich an die Holländische Eisenbahngesellschaft (HSM), die auch die Betriebsführung für andere Kleinbahnen im Gelderland übernommen hatte, und schloss mit ihr einen Betriebsführungsvertrag über 25 Jahre ab.
Nachdem am 31. Juli 1901 mit den Bauarbeiten begonnen worden war, wurde am 18. Februar 1903 der Betrieb auf der AEE eröffnet. Die Aufnahme des planmäßigen Personenverkehrs, mit fünf Zugpaaren täglich, verzögerte sich wegen mangelhafter Bauausführung und eines Generalstreiks noch um einige Wochen. Erst als die letzten Baumängel beseitigt worden waren, konnte der volle Betrieb aufgenommen werden. In den folgenden Jahren, bis zum Ausbruch des Ersten Weltkrieges, entwickelte sich der Verkehr günstig und die Bahngesellschaft konnte auf positive Bilanzen verweisen. Mit der Mobilmachung am 4. August 1914 wurde der grenzüberschreitende Verkehr für die AEE eingestellt. Der HSM wurde untersagt, ihre Betriebsmittel auf deutschem Boden einzusetzen. Da die Niederlande neutral blieben, konnte ab 29. März 1915 ein Notfahrplan eingeführt werden. Auf dem deutschen Streckenteil übernahm die KED Münster die Zwangsbetriebsführung und stellte den Fahrzeugpark. Die HSM-Züge durften nur noch bis Alstätte fahren. Dort mussten die Reisenden nach Ahaus in einen anderen Zug umsteigen. Aus Angst vor Spionage wurden die Reisenden und Eisenbahnpersonale auf Schritt und Tritt überwacht.
Nach dem Krieg und den anschließenden Notzeiten schlug sich die Bahn mehr schlecht als recht durch. Erst ab 1924 waren wieder Kohletransporte möglich. Nicht zuletzt durch den günstigen Betriebsführungsvertrag mit der HSM konnte der Fortbestand gesichert werden. Als 1928 der Vertrag auslief, sah es deshalb schlecht für die AEE aus. Der niederländische Streckenteil wurde mit dem 1. April 1928 verstaatlicht und auch auf deutscher Seite wurde eine Verstaatlichung ins Auge gefasst. Mit allen Mitteln versuchte die AEE dies abzuwenden. Nur die leeren Kassen der Deutschen Reichsbahn bewahrten die Bahn vor der Auflösung. Da nun keine Betriebsführerin mehr vorhanden war, kam der deutsche Streckenteil ebenfalls zum 1. April 1928 unter Zwangsbetriebsführung. Die Reichsbahn beauftragte die Niederländische Staatsbahn Nederlandse Spoorwegen (NS) als Nachfolgerin der HSM mit dem Fahrdienst. Obwohl sich die rechtlichen Bedingungen erheblich verändert hatten, blieb nach außen hin alles beim Alten.
Erst nach drei Jahren gelang es, die Bentheimer Eisenbahn (BE) als neue Betriebsführerin für die AEE zu verpflichten. Diese Verbindung sollte 59 Jahre bestehen bleiben und den Betrieb nachhaltig prägen. Nachdem zuvor niederländische Fahrzeuge das Bild bestimmten, wurden jetzt Fahrzeuge der BE eingesetzt, die ihren Fahrzeugpark aus preußischen Baureihen bildete. Für den schweren Kohleverkehr nach Holland entsandte die BE sogar ihre schwere Schlepptenderlokomotive der Gattung G 7.1. Alstätte wurde zum Betriebsmittelpunkt. Der Zollschuppen wurde zum Lokschuppen umgebaut und die AEE erhielt erstmals Fahrzeuge, die ihr nicht nur buchmäßig gehörten. Im Namen und Rechnung der AEE beschaffte die BE 1933 einen Wismarer Schienenbus. Mit ihm sollte der Personenverkehr besonders in den Tagesrandlagen günstiger abgewickelt werden.
Mit Ausbruch des Zweiten Weltkrieges wurde der Bahnbetrieb erneut eingestellt. Im Mai 1940 fielen die deutschen Truppen auch in die Niederlande ein. Nach der Besetzung wurde wieder ein Notverkehr aufgenommen. Diesmal jedoch blieben die direkten Verbindungen bestehen. Lange Arbeiterzüge mit elf und mehr Wagen bestimmten das Bild. Als die Armee sich zurückziehen musste, wurden noch die „strategisch wichtigen“ Brücken der Bahn am 1. April 1945 gesprengt. Die wenige Jahre alte Straßenbrücke über den Enscheder Südbahnhof und die Aa-Brücke bei Alstätte fielen den Rückzugsgefechten zum Opfer. Insgesamt kam die Bahn aber glimpflich davon. Am 13. September 1945 war eine Notbrücke über die Aa errichtet und der Verkehr lief wieder bis Alstätte. Der Kohlebedarf in Enschede war nach wie vor vorhanden und ab 18. Oktober 1948 rollten wieder mit Kohle beladene Ganzzüge zwischen Ahaus, Alstätte und Enschede Zuid. Der grenzüberschreitende Personenverkehr wurde jedoch nicht wieder aufgenommen.
Der Aufschwung dauerte nicht lange an. Die Gründung der Montanunion und die damit einhergehenden Änderungen der Tarife für den Kohletransport versetzen der AEE einen schweren Schlag. Fortan wurde die Kohle nicht mehr frei Grenze geliefert, stattdessen musste der Abnehmer für jeden Transportkilometer zahlen. Die günstigen Tarife der NS machten am Ende einen längeren Transport durch die Niederlande billiger im Vergleich zur insgesamt kürzeren Strecke über größtenteils deutsches Tarifgebiet. Mit einem Schlag verlor die Bahn 1953 ihre Existenzgrundlage. Das Transportaufkommen des Umlandes, welches die Gründerväter erschließen wollten, war zu gering. Die BE ließ nichts unversucht, um unter diesen schwierigen Bedingungen den Betrieb aufrechtzuerhalten. Die Tarife wurden um bis zu 50 % gesenkt, so dass ein kleinerer Teil des Kohleverkehrs zurückgewonnen werden konnte.
Aus Mitteln des Landes Nordrhein-Westfalen wurde eine 600 PS starke MaK-Diesellokomotive vom Typ 600 D gekauft, um die unwirtschaftlichen Dampflokomotiven ersetzen zu können. Auch der betagte Schienenbus erhielt einen Nachfolger. Das dritte AEE-Fahrzeug war ein 1934 erbauter, aus Gotha stammender Triebwagen, der gebraucht von der Ankum-Bersenbrücker Eisenbahn erworben wurde. Gegen die aufkommende Konkurrenz durch das Auto ließ sich aber ein wirtschaftlicher Bahnbetrieb nicht mehr durchführen.
Daher ließ sich die AEE zum 25. September 1966 von der Personenbeförderungspflicht entbinden. Anschließend bewirkte sie die Entbindung von der Betriebspflicht bis zur Grenze. Die Strecke wurde kurz nach der Stilllegung zum 1. Mai 1967 vollständig abgebaut. Das niederländische, im staatlichen Besitz befindliche Teilstück wurde noch bis zum 30. Juni 1970 bedient und 1971 ab Enschede Zuid abgebaut. Der Verkauf der Triebfahrzeuge senkte die Kosten weiter. Zur Durchführung der Restbetriebes vergab die BE den Fahrdienst an die Deutsche Bundesbahn, die zunächst ihre Ahauser Bahnhofs-Kleinlokomotive („Köf“) einsetzte. Die Lok wurde stundenweise angemietet, der Rangierer von der AEE gestellt. Später, nach Abzug der Lok, wurden die Leistungen von Coesfelder und Münsteraner Maschinen übernommen. Das Transportaufkommen stabilisierte sich auf niedrigem Niveau und die AEE fuhr keine Gewinne mehr ein. Daher beantragte die Gesellschaft Ende 1987 beim Land Nordrhein-Westfalen die Entbindung von der Betriebspflicht auf der Reststrecke. In der Zwischenzeit wurden Überlegungen angestellt, wie der Betrieb weitergeführt werden könnte.

## Ahaus-Alstätter Eisenbahn GmbH
Am 24. Februar 1989 wurde die Ahaus-Alstätter Eisenbahn GmbH (AAE) gegründet. Sie übernahm die Rechte und Pflichten aus der Konzessionsurkunde von 1899. Die Ahaus-Enscheder Eisenbahn AG wurde aber nicht aufgelöst. Sie besteht als Vermögensverwaltungsgesellschaft weiter. Der neue Konzessionär änderte zunächst nichts an den bestehenden Betriebsverhältnissen. Aber schon im Sommer 1990 wurde der Betriebsführungsvertrag mit der BE von 1931 aufgelöst und die Deutsche Eisenbahn-Gesellschaft (DEG) mit der Betriebsführung betraut.
Ab 1991 betrieb die Euregio Eisenbahn Ahaus-Alstätte e. V. auf der Strecke der Ahaus-Alstätter Eisenbahn den Museumszug „Pengel-Anton“. Der Museumsbetrieb musste jedoch im Oktober 2006 eingestellt werden. Grund hierfür ist die Entscheidung der Ahaus-Alstätter Eisenbahn, die weitestgehend nur noch für den Eigenbedarf (insbesondere Ersatzteiltransporte) genutzte Strecke endgültig stillzulegen. Die Ersatzteile werden nunmehr auf dem Straßenweg per LKW befördert. Da die Stadt Ahaus aus finanziellen Gründen die Betriebskosten der Strecke nicht übernehmen wollte und der Euregio Eisenbahn Ahaus-Alstätte e. V. nicht über ausreichende Mittel verfügt, wurde die Streckenschließung unabwendbar. „Nikolausfahrten“ des Pengel-Anton am 2. und 3. Dezember 2006 sowie der Einsatz moderner Triebwagen am 24. März 2007 waren die letzten regulären Zugbewegungen auf der traditionsreichen Strecke. Im September 2007 wurde mit dem Abbau der Gleisanlagen begonnen.

## AAE Ahaus Alstätter Eisenbahn AG
→siehe Hauptartikel AAE Ahaus Alstätter Eisenbahn
Die AAE hat 2002 ihren Unternehmenssitz nach Baar (Schweiz) verlegt und dort die beiden Aktiengesellschaften AAE Ahaus Alstätter Eisenbahn AG und AAE Ahaus Alstätter Eisenbahn Cargo AG gegründet. Der Schwerpunkt liegt im Erwerb und in der Vermietung von Güterwagen, die mit über 24.000 Güterwagen einer der größten privatwirtschaftlichen Güterwagenvermieter in Europa ist. Mit Wirkung zum 1. Januar 2015 wurde die AAE von der VTG AG übernommen.